# Ctenosauriscidae
Gli ctenosauriscidi (Ctenosauriscidae) sono un gruppo di rettili estinti, appartenenti agli arcosauri. Vissero dal Triassico inferiore al Triassico medio (Olenekiano - Anisico, circa 246 - 240 milioni di anni fa) e i loro resti fossili sono stati ritrovati in Asia, Africa, Europa e Nordamerica. Erano caratterizzati da una vela dorsale e furono tra i più antichi arcosauri.

## Descrizione
Questi animali, di solito lunghi pochi metri, erano quadrupedi e caratterizzati da un notevole allungamento delle apofisi vertebrali nella regione dorsale. Il cranio, benché poco conosciuto, doveva essere simile a quello degli altri arcosauri predatori primitivi, dotato di denti aguzzi e ricurvi. 

## Classificazione
La famiglia Ctenosauriscidae venne denominata per la prima volta nel 1964 da Oskar Kuhn, per includere il solo genere Ctenosauriscus. Successivamente vennero ascritte altre forme come Arizonasaurus, Bromsgroveia, Bistrowisuchus, Hypselorhachis e Xilousuchus. Analisi più recenti (Brusatte et al., 2010; Nesbitt, 2011) hanno posto gli ctenosauriscidi nel gruppo dei poposauroidi, un gruppo di arcosauri piuttosto diversificati che includevano anche forme bipedi e sprovviste di denti.
Gli ctenosauriscidi sono tra i più antichi arcosauri noti, e rappresentano la prima importante radiazione evolutiva all'interno di questo gruppo.